# Le Corbeau, la Gazelle, la Tortue et le Rat
Le Corbeau, la Gazelle, la Tortue et le Rat est la quinzième fable du livre XII de Jean de La Fontaine situé dans le troisième et dernier recueil des Fables de La Fontaine, édité pour la première fois en 1693 mais daté de 1694.
Cette fable inspirée de Pilpay et écrite en 1685 est précédée d'une épître à Madame de La Sablière, qui fut une bienfaitrice de Jean de La Fontaine et l'a hébergé sur la fin de sa vie. C'est un hymne à l'amitié, personnifiant sa bienfaitrice sous les traits de la déesse Iris.